# 李晨阳 (1956年)
李晨阳 (1956年—)是一位南洋理工大学哲学教授，中国儒学学者。专门研究中国哲学和比较哲学。

## 生平
1956年出生于中国山东，1977年考入北京大学哲学系，1982年获得哲学学士学位，1984年获得哲学硕士学位，1992年获得康涅狄格大学哲学博士学位。1999年担任中央华盛顿大学哲学教授，2005年至2006年担任香港城市大学访问学者，2010年担任南洋理工大学哲学教授。